# Parafia św. Jadwigi Śląskiej w Nieszawie
Parafia Świętej Jadwigi w Nieszawie – polska rzymskokatolicka parafia w Nieszawie, należąca do diecezji włocławskiej, dekanatu nieszawskiego. 

## Historia
Parafia została erygowana w 1468 roku. Kościół parafialny wybudowany w latach 1460–1468 w stylu późnogotyckim. Wieża i kaplice pochodzą z XVI wieku. W 1721 roku odnowiono wieżę kościelną. Gruntowny remont kościół przeszedł w latach 1951–1955.

## Duszpasterze

### Proboszczowie
- Obecnie proboszczem parafii jest ksiądz Grzegorz Molewski.